# Leicester City Football Club 2014-2015
Questa pagina raccoglie i dati riguardanti il Leicester City Football Club nelle competizioni ufficiali della stagione 2014-2015.

## Stagione
II ritorno in Premier League iniziò abbastanza bene per il Leicester con una serie di buoni risultati nella parte iniziale della stagione,tra cui fu memorabile la rimonta compiuta al King Power Stadium il 21 settembre 2014 ai danni del quotato Manchester Utd quando in svantaggio per 1-3 i Foxes riuscirono a conquistare una vittoria per 5-3 nell'ultima mezz'ora di gioco. Questa fu anche la prima rimonta subita dal Manchester United in vantaggio di due gol dalla nascita della Premier League nel 1992. Nel corso di quella stagione il Leicester precipitò poi sul fondo classifica fino a giungere all'ultimo posto distante ben 7 punti dalla quota salvezza, per poi reagire con una serie di sette vittorie nelle ultime nove giornate che valsero la permanenza nella massima divisione.
Per quanto riguarda le coppe nazionali il cammino fu molto negativo. Nella FA Cup 2014-2015 il 3 gennaio 2015 nel terzo turno eliminò vincendo 1 a 0 il Newcastle Utd, nel quarto turno batté il Tottenham 2 a 1 il 24 gennaio, mentre il 15 febbraio 2015 dovette arrendersi ai futuri finalisti dell'Aston Villa perdendo 2 a 1. Ancora peggiore fu l'andamento in Football League Cup 2014-2015 dove uscirono direttamente alla prima partita nel secondo turno perdendo quindi 1 a 0 contro lo Shrewsbury Town.

## Maglie e sponsor
Le maglie sono prodotte dall'azienda tedesca Puma e la sponsorizzazione è l'azienda King Power di cui è proprietario il presidente del club Vichai Srivaddhanaprabha.
La prima maglia è con inserti nei fianchi e nei risvolti della manica che vanno ad ornare la maglia che, come tradizione vuole, è di colore blu. Il colletto è a polo mentre dorato è anche il logo Puma. A completarla ci sono i pantaloncini bianchi ornati da due bande blu ed i calzettoni blu al contrario ornati dal bianco e con l'acronimo LCFC sul retro. Per i portieri sono state presentate due soluzioni molto semplici con colletto a girocollo, una interamente nera, l'altra di uno sgargiante fucsia ornato dal nero.
Per quanto riguarda le maglie da trasferta, sono state utilizzate indifferentemente sia la seconda che la terza. Un completo ha nel rosso la tinta principale e i dettagli principali in nero; gli elementi in nero sono presenti sulle spalle e sui fianchi con una spessa striscia mentre il colletto è rosso a girocollo, chiuso dai bottoni, ed i marchi Puma e il main sponsor King Power sono in bianco, così come le personalizzazioni. I pantaloncini sono rossi con una striscia sul fianco nera, mentre i calzettoni rossi hanno di nero due profili lineari ai lati e sul retro in verticale le iniziali della squadra LCFC. La terza è una maglia dorata con una tonalità molto scura di blu che fa da colore ausiliario coprendo le spalle, le maniche e i fianchi come della stessa tonalità sono gli sponsor e le personalizzazioni. I pantaloncini sono di color blu con inserti sui fianchi irregolari in oro, invece i calzettoni sono sempre blu con sponsor tecnico sormontato dalla scritta LCFC, entrambi in oro.

## Rosa
| N. |                        | Ruolo | Calciatore            |
| -- | ---------------------- | ----- | --------------------- |
| 1  | Danimarca (bandiera)   | P     | Kasper Schmeichel     |
| 2  | Belgio (bandiera)      | D     | Ritchie De Laet       |
| 3  | Inghilterra (bandiera) | D     | Paul Konchesky        |
| 4  | Inghilterra (bandiera) | C     | Danny Drinkwater      |
| 5  | Giamaica (bandiera)    | D     | Wes Morgan (capitano) |
| 6  | Inghilterra (bandiera) | D     | Matthew Upson         |
| 7  | Inghilterra (bandiera) | C     | Dean Hammond          |
| 8  | Inghilterra (bandiera) | C     | Matty James           |
| 9  | Inghilterra (bandiera) | A     | Jamie Vardy           |
| 10 | Galles (bandiera)      | C     | Andy King             |
| 11 | Inghilterra (bandiera) | C     | Marc Albrighton       |
| 12 | Inghilterra (bandiera) | P     | Ben Hamer             |
| 14 | Germania (bandiera)    | D     | Robert Huth           |
| 15 | Ghana (bandiera)       | A     | Jeff Schlupp          |

| N. |                          | Ruolo | Calciatore           |
| -- | ------------------------ | ----- | -------------------- |
| 17 | Inghilterra (bandiera)   | D     | Danny Simpson        |
| 18 | Inghilterra (bandiera)   | D     | Liam Moore           |
| 19 | Argentina (bandiera)     | C     | Esteban Cambiasso    |
| 22 | Inghilterra (bandiera)   | A     | Gary Taylor-Fletcher |
| 23 | Argentina (bandiera)     | A     | Leonardo Ulloa       |
| 25 | Irlanda (bandiera)       | P     | Conrad Logan         |
| 26 | Algeria (bandiera)       | C     | Riyad Mahrez         |
| 27 | Polonia (bandiera)       | D     | Marcin Wasilewski    |
| 32 | Australia (bandiera)     | P     | Mark Schwarzer       |
| 35 | Inghilterra (bandiera)   | A     | David Nugent         |
| 39 | Nuova Zelanda (bandiera) | A     | Chris Wood           |
| 40 | Croazia (bandiera)       | A     | Andrej Kramarić      |
|    | Austria (bandiera)       | D     | Christian Fuchs      |
|    | Giappone (bandiera)      | A     | Shinji Okazaki       |

## Statistiche

### Statistiche di squadra
Statistiche aggiornate al 24 maggio 2015.
| Competizione   | Punti | In casa | In casa | In casa | In casa | In casa | In casa | In trasferta | In trasferta | In trasferta | In trasferta | In trasferta | In trasferta | Totale | Totale | Totale | Totale | Totale | Totale | DR |
| Competizione   | Punti | G       | V       | N       | P       | Gf      | Gs      | G            | V            | N            | P            | Gf           | Gs           | G      | V      | N      | P      | Gf     | Gs     | DR |
| -------------- | ----- | ------- | ------- | ------- | ------- | ------- | ------- | ------------ | ------------ | ------------ | ------------ | ------------ | ------------ | ------ | ------ | ------ | ------ | ------ | ------ | -- |
| Premier League | 41    | 19      | 7       | 5       | 7       | 28      | 22      | 19           | 4            | 3            | 12           | 18           | 33           | 38     | 11     | 8      | 19     | 46     | 55     | -9 |
| FA Cup         | -     | 1       | 1       | 0       | 0       | 1       | 0       | 2            | 1            | 0            | 1            | 3            | 3            | 3      | 2      | 0      | 1      | 4      | 3      | +1 |
| League Cup     | -     | 1       | 0       | 0       | 1       | 0       | 1       | -            | -            | -            | -            | -            | -            | 1      | 0      | 0      | 1      | 0      | 1      | -1 |
| Totale         | -     | 21      | 8       | 5       | 8       | 29      | 23      | 21           | 5            | 3            | 13           | 21           | 36           | 42     | 13     | 8      | 21     | 50     | 59     | -9 |